# A Cinderella Story
A Cinderella Story is een film uit 2004 onder regie van Mark Rosman. Het is een moderne parodie op het bekende sprookje Assepoester.

## Verhaal
Sam Montgomery (Hilary Duff) woont samen met haar stiefmoeder en stiefzusters nadat haar vader overlijdt. Ze droomt van een studie aan Princeton, de plaats om een prins aan de haak te slaan. Maar misschien heeft ze haar droomprins al ontmoet: haar anonieme chatvriendje (Chad Michael Murray), met wie ze heeft afgesproken op een Halloweenfeest. Sam raakt echter in paniek wanneer de geheimzinnige man de coolste kerel van de hele school blijkt te zijn. Kan hij van een meisje houden dat niet zo populair is? Kunnen sprookjes werkelijkheid worden? Alleen als Sam haar mannetje staat en zij haar dromen een stevig handje helpt.

## Rolverdeling
| Acteur              | Personage          |
| ------------------- | ------------------ |
| Hilary Duff         | Sam Montgomery     |
| Chad Michael Murray | Austin Ames        |
| Jennifer Coolidge   | Stiefmoeder Fiona  |
| Dan Byrd            | Carter Farrell     |
| Regina King         | Rhonda             |
| Julie Gonzalo       | Shelby Cummings    |
| Madeline Zima       | Stiefzus Brianna   |
| Andrea Avery        | Stiefzus Gabriella |
| Whip Hubley         | Hal Montgomery     |
| Simon Helberg       | Terry Anderson     |
| Kevin Kilner        | Andy Ames          |
| Aimee-Lynn Chadwick | Campus DJ          |